# Грейф, Доминик
Доминик Грейф (словац. Dominik Greif; род. 6 апреля 1997, Братислава) — словацкий футболист, вратарь клуба «Олимпик Лион» и национальной сборной Словакии.

## Клубная карьера
Грейф дебютировал на взрослом уровне за братиславский «Слован» против МФК «Земплин Михаловце» 13 мая 2016 года. Затем он был резервным вратарём «Слована», а с сезона 2017/18 стал основным вратарём этой команды.
6 июля 2021 года перешёл в испанскую «Мальорку», с которой подписал пятилетний контракт. Вскоре после прибытия у Грейфа возникли различные проблемы со здоровьем: сначала мышечная травма вывела его из игры на месяц, затем ему пришлось бороться с инфекцией зубов мудрости, и он не играл из-за сильной хронической боли, вызванной неуточнённым заболеванием, не связанным с футболом. Вратарь не мог играть в футбол почти год, пока врачи, наконец, не нашли причину и не назначили соответствующее лечение. В конце концов Грейф вернулся в футбол в декабре 2022 года в матче Кубка Испании против «Реал Униона».
Во время Кубка Испании 2023/2024 Грейф снова столкнулся с желудочным заболеванием. 27 февраля 2024 года вернулся в полуфинале против «Реал Сосьедада», отразив пенальти от Браиса Мендеса в первом тайме и от Микеля Оярсабаля в начале последующей серии пенальти, которую «Мальорка» выиграла со счетом 5:4 и вышла в финал.

## Карьера в сборной
За сборную Словакии дебютировал 7 июня 2019 года в матче со сборной Иордании; матч закончился со счётом 5:1 в пользу словаков.

## Достижения

### Командные
«Слован» (Братислава)
- Чемпионат Словакии (3): 2018/19, 2019/20, 2020/21
- Кубок Словакии (4): 2016/17, 2017/18, 2019/20, 2020/21

«Мальорка»
- Финалист Кубка Испании: 2023/24

### Личные
- Игрок месяца словацкой Суперлиги: февраль/март 2020
- Лучший вратарь словацкой Суперлиги: 2019/20, 2020/21
- Символическая сборная сезона словацкой Суперлиги: 2019/20, 2020/21